# Cereșenkî, Korop
Cereșenkî (în ucraineană Черешеньки) este un sat în comuna Vîșenkî din raionul Korop, regiunea Cernihiv, Ucraina.

## Demografie
Componența lingvistică a localității Cereșenkî
     Ucraineană (97,58%)
     Rusă (2,42%)
Conform recensământului din 2001, majoritatea populației localității Cereșenkî era vorbitoare de ucraineană (97,58%), existând în minoritate și vorbitori de rusă (2,42%).